# ساندي ويست
ساندي ويست (بالإنجليزية: Sandy West)‏ هي كاتبة غنائية ومغنية وموسيقية وطبالة أمريكية، ولدت في 10 يوليو 1959 في لونغ بيتش في الولايات المتحدة، وتوفيت في 21 أكتوبر 2006 في سان ديماس في الولايات المتحدة وسرطان الرئة.

## وصلات خارجية
- ساندي ويست على موقع IMDb (الإنجليزية)
- ساندي ويست على موقع ميوزك برينز (الإنجليزية)
- ساندي ويست على موقع ديسكوغز (الإنجليزية)